# 豊照 (小惑星)
豊照（とよてる、21348 Toyoteru）は小惑星帯に位置する小惑星である。アマチュア天文家、佐藤直人が1997年に埼玉県秩父市で発見した。
新潟県で最も歴史の古い小学校である新潟市立豊照小学校に因んで命名された。2011年3月で任期を終える埼玉県出身の校長が「子どもたちへのプレゼント」として発見者に依頼し、発見者である佐藤直人が小惑星センターに命名を申請、2010年11月に承認された。
同校付近には、日本最初の保育園である赤沢保育園がある。
また、この地域では、新潟県最大の伝統的祭りにいがた総おどりが毎年9月に開催されている。